# زبان‌های قفقازی شمالی
قفقازی شمالی به شماری از زبان‌های رایج در منطقه شمالی قفقاز و بخش‌هایی از کشورهای گرجستان، ترکیه و آذربایجان گفته می‌شود. این زبان‌ها از یک خانواده نبوده و به دو خانواده زبانی مجزا تقسیم بندی می‌شوند. در خانواده غربی (باختری) زبان‌های کاباردی، آبخازی و آدیغی جای دارند و در خانواده شرقی (خاوری) زبان‌های داغستانی، چچنی و لزگی جای دارند. برخی زبان‌شناسان این دو خانواده را منشعب از یک اصل یکسان دانسته‌اند با این وجود این امر تا کنون تأیید نشده‌است. زبان‌های قفقازی شمالی دسته بندی نیز دارند. به زبان گروه چرکسی زبان‌های قفقازی شمال غربی گفته می‌شود.